# Església de Bieti
L'església de Bieti o església de la Mare de Deú de Biete (en georgià: ბიეთის ღვთისმშობლის ეკლესია) és una església ortodoxa georgiana en ruïnes situada al municipi d'Akhaltsikhe, a la regió sud-central de Samtsje-Yavajeti, a Geòrgia. Datada a la segona meitat del segle xiv, l'església va ser construïda en un plànol voltat de creu inscrita. Després que la cúpula s'ensorrés el 1930, només la mitja cúpula del santuari i la cambra del summe sacerdot van romandre en peus. En acabar alguns treballs preparatoris de neteja i conservació, la reconstrucció de l'església començà el 2019. L'església està inscrita en la llista de Monuments Culturals destacats de Geòrgia. Hi ha una altra església medieval georgiana coneguda com a monestir de Bieti, situada a l'actual territori en disputa d'Ossètia del Sud.

## Història

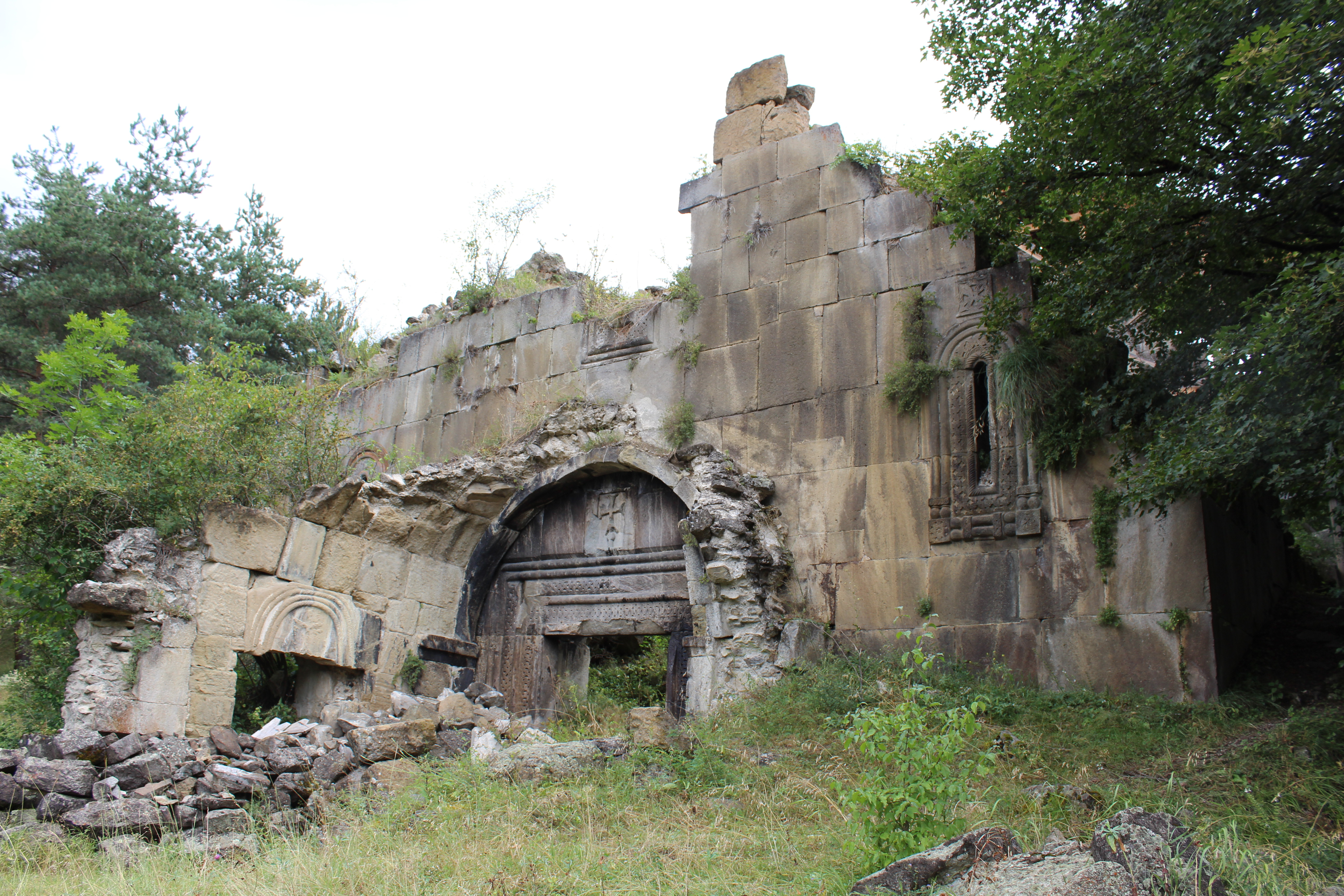
L'església de Bieti el 2018

L'església de Bieti es troba al territori d'un llogaret homònim ara extint, a uns 2 km al nord del modern llogaret de Gurkeli al municipi d'Akhaltsikhe, a la regió de Samtsje-Yavajeti. A jutjar per l'estil, podria haver estat construïda cap a finals del segle xiv. Zaal Tokhasdze hi annexà al nord una capella el 1493. L'àrea era part de la província medieval de Samtskhé, que es va convertir en gran part musulmana durant el domini otomà entre 1578 i 1829. L'església va quedar en oblit i va rebre atenció acadèmica a la fi del segle xix per Dimitri Bakradze i Ekvtime Taqaishvili. Ja molt danyat, l'edifici va caure en ruïnes després que la cúpula s'ensorrés el 1930. Després d'alguns treballs preliminars de neteja i conservació a l'església, es va llançar un important programa de reconstrucció l'any 2019 que s'havia de completar en tres anys.

## Descripció

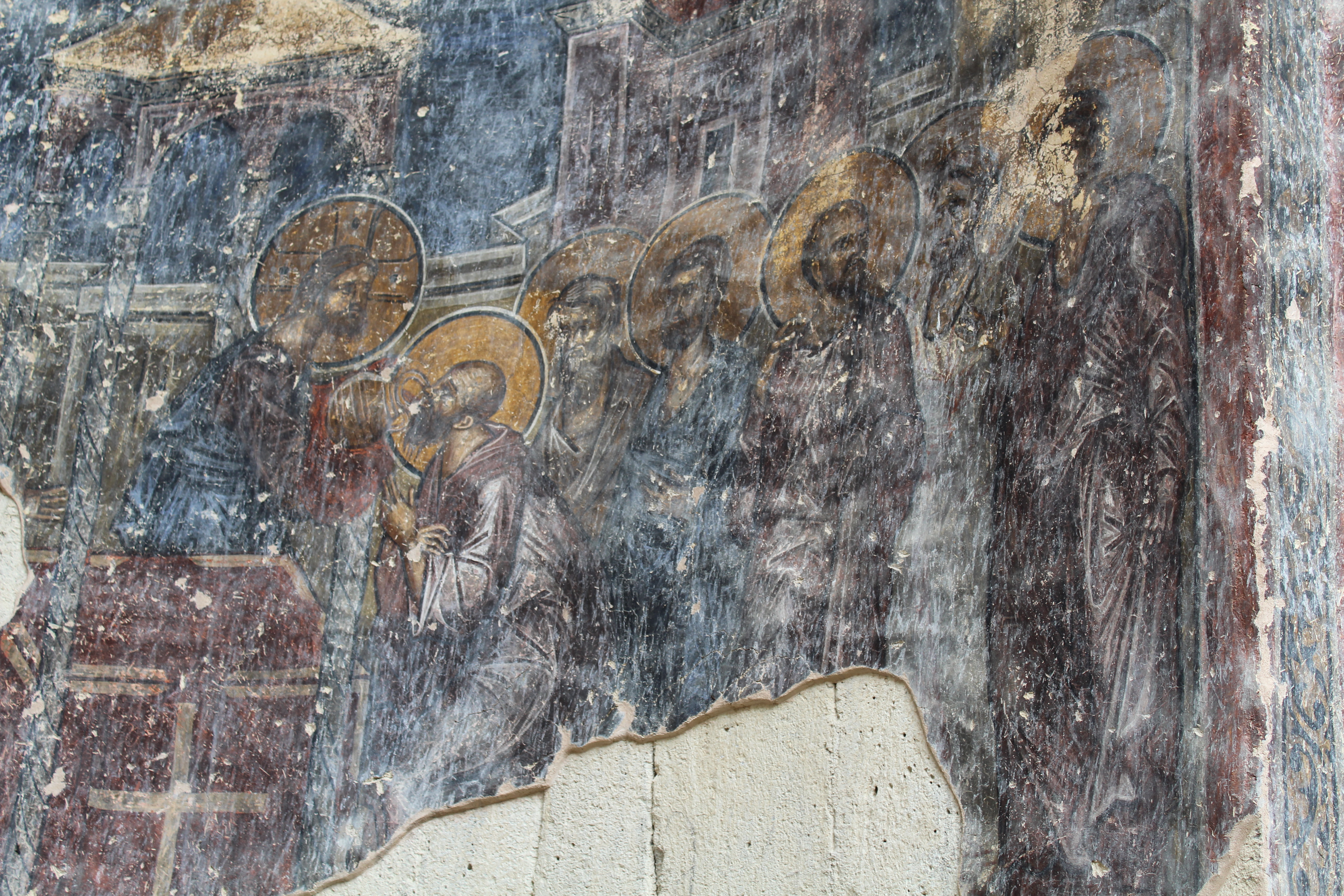
Fragment de les pintures murals.

L'església, de 11,8 × 17,7 m, va ser construïda amb pedra revestida en un plànol voltat de creu inscrita, amb una cúpula i un absis semicircular centrals i de gran mida amb un bema profund. La cúpula, amb tots els arcs i voltes, així com la part superior de l'absis, s'ha ensorrat, omplint de ruïnes l'interior de l'església. Només una part del santuari i la cambra del summe sacerdot sobreviuen. El mur oriental encara conserva fragments dels frescs medievals influïts per l'art paleòleg romà d'Orient tardà. Les parets exteriors estaven decorades amb talles de pedra i tenien inscripcions en l'escriptura medieval georgiana asomtavruli. Una d'aquestes, ara perduda, commemorava la construcció de la capella el 1493. L'historiador d'art Vakhtang Beridze la classifica com a pertanyent a un grup d'esglésies voltades de la Samtskhé medieval, que també inclou els monestirs Sapara, Zarma, i Chule.